# Lima locklini
Lima locklini är en musselart som beskrevs av McGinty 1955. Lima locklini ingår i släktet Lima och familjen filmusslor. Inga underarter finns listade i Catalogue of Life.